# Izernore
Izernore és un municipi francès situat al departament de l'Ain i a la regió d'Alvèrnia-Roine-Alps. L'any 2007 tenia 2.230 habitants.

## Demografia

### Població
El 2007 la població de fet d'Izernore era de 2.230 persones. Hi havia 822 famílies de les quals 188 eren unipersonals (63 homes vivint sols i 125 dones vivint soles), 213 parelles sense fills, 342 parelles amb fills i 79 famílies monoparentals amb fills.
La població ha evolucionat segons el següent gràfic:
Habitants censats

### Habitatges
El 2007 hi havia 900 habitatges, 838 eren l'habitatge principal de la família, 33 eren segones residències i 28 estaven desocupats. 662 eren cases i 231 eren apartaments. Dels 838 habitatges principals, 438 estaven ocupats pels seus propietaris, 379 estaven llogats i ocupats pels llogaters i 21 estaven cedits a títol gratuït; 13 tenien una cambra, 61 en tenien dues, 116 en tenien tres, 292 en tenien quatre i 356 en tenien cinc o més. 678 habitatges disposaven pel capbaix d'una plaça de pàrquing. A 373 habitatges hi havia un automòbil i a 397 n'hi havia dos o més.

### Piràmide de població
La piràmide de població per edats i sexe el 2009 era:
| Homes | Edats   | Dones |
| ----- | ------- | ----- |
| 0     | 95 o +  | 4     |
| 0     | 90 a 94 | 4     |
| 4     | 85 a 89 | 12    |
| 0     | 80 a 84 | 4     |
| 20    | 75 a 79 | 24    |
| 28    | 70 a 74 | 20    |
| 24    | 65 a 69 | 12    |
| 28    | 60 a 64 | 24    |
| 40    | 55 a 59 | 40    |
| 48    | 50 a 54 | 56    |
| 72    | 45 a 49 | 56    |
| 88    | 40 a 44 | 32    |
| 64    | 35 a 39 | 84    |
| 48    | 30 a 34 | 76    |
| 72    | 25 a 29 | 72    |
| 28    | 20 a 24 | 52    |
| 72    | 15 a 19 | 60    |
| 52    | 10 a 14 | 88    |
| 64    | 5 a 9   | 44    |
| 56    | 0 a 4   | 52    |

## Economia
El 2007 la població en edat de treballar era de 1.468 persones, 1.171 eren actives i 297 eren inactives. De les 1.171 persones actives 1.098 estaven ocupades (587 homes i 511 dones) i 73 estaven aturades (24 homes i 49 dones). De les 297 persones inactives 94 estaven jubilades, 103 estaven estudiant i 100 estaven classificades com a «altres inactius».

### Ingressos
El 2009 a Izernore hi havia 837 unitats fiscals que integraven 2.245 persones, la mediana anual d'ingressos fiscals per persona era de 18.711 €.

### Activitats econòmiques
Dels 133 establiments que hi havia el 2007, 4 eren d'empreses extractives, 2 d'empreses alimentàries, 3 d'empreses de fabricació de material elèctric, 35 d'empreses de fabricació d'altres productes industrials, 14 d'empreses de construcció, 17 d'empreses de comerç i reparació d'automòbils, 6 d'empreses de transport, 4 d'empreses d'hostatgeria i restauració, 2 d'empreses d'informació i comunicació, 11 d'empreses financeres, 6 d'empreses immobiliàries, 16 d'empreses de serveis, 10 d'entitats de l'administració pública i 3 d'empreses classificades com a «altres activitats de serveis».
Dels 22 establiments de servei als particulars que hi havia el 2009, 1 era una gendarmeria, 1 oficina de correu, 4 tallers de reparació d'automòbils i de material agrícola, 1 taller d'inspecció tècnica de vehicles, 1 paleta, 1 guixaire pintor, 3 fusteries, 1 lampisteria, 2 electricistes, 2 perruqueries, 1 agència de treball temporal, 3 restaurants i 1 saló de bellesa.
Dels 6 establiments comercials que hi havia el 2009, 2 eren fleques, 1 una fleca, 1 una peixateria i 2 floristeries.
L'any 2000 a Izernore hi havia 15 explotacions agrícoles que ocupaven un total de 816 hectàrees.

## Equipaments sanitaris i escolars
El 2009 hi havia 1 farmàcia i 1 ambulància.
El 2009 hi havia una escola elemental.

## Poblacions més properes
El següent diagrama mostra les poblacions més properes.